# Silét (město)
Silét (bengálsky সিলেট, anglicky Sylhet, silétsky সিলট, dříve bengálsky শ্রীহট্ট – Šríhatta) je město v Bangladéši, správní středisko Silétské oblasti na severovýchodě státu. K roku 2011 v něm žilo bezmála půl miliónu obyvatel.

## Poloha
Silét leží na pravém, severní břehu Surmy, jedné ze zdrojnic Meghny. Má tropické monzunové podnebí hraničící ve vyšších polohách s vlhkým subtropickým podnebím.

## Dějiny
V Mughalské říši byl Silét jedním z nejdůležitějších středisek na jejím východě. Od 18. století jej ovládala Britská východoindická společnost.

### Rodáci
- Rání Hámidová (* 1944), šachistka

## Kultura
Silét je sídlem římskokatolické diecéze silétské.